# Doryctobracon crawfordi
Doryctobracon crawfordi är en stekelart som först beskrevs av Henry Lorenz Viereck 1911.  Doryctobracon crawfordi ingår i släktet Doryctobracon och familjen bracksteklar. Inga underarter finns listade i Catalogue of Life.